# Scolesa luteciae
Scolesa luteciae är en fjärilsart som beskrevs av Eugène Louis Bouvier 1924. Scolesa luteciae ingår i släktet Scolesa och familjen påfågelsspinnare. Inga underarter finns listade.